# Jabulani Adatus Nxumalo
Jabulani Adatus Nxumalo OMI (ur. 22 stycznia 1944 w Durbanie) – południowoafrykański duchowny katolicki, arcybiskup Bloemfontein w latach 2005–2020.

## Życiorys
Wstąpił do zakonu misjonarzy oblatów, w którym w 1966 złożył pierwsze śluby, zaś 9 lutego 1969 profesję wieczystą. Święcenia kapłańskie przyjął 2 września 1974. Po trzech latach pracy w charakterze wikariusza został wicerektorem seminarium w Pretorii, zaś rok później został dziekanem w instytucie teologicznym w Cedarze. W latach 1988–1998 pracował duszpastersko w kilku zakonnych parafiach, zaś w 1998 został przełożonym prowincji Natal, a następnie radnym generalnym dla regionu Afryka-Madagaskar.

### Episkopat
8 lipca 2002 został mianowany biskupem pomocniczym archidiecezji Durbanu oraz biskupem tytularnym Ficus. Sakry biskupiej udzielił mu 25 sierpnia 2002 kard. Wilfrid Fox Napier.
10 października 2005 został mianowany przez Benedykta XVI ordynariuszem archidiecezji Bloemfontein.
1 kwietnia 2020 przeszedł na emeryturę.